# Nanomyces appendiculatus
Nanomyces appendiculatus är en svampart som beskrevs av Thaxt. 1931. Nanomyces appendiculatus ingår i släktet Nanomyces och familjen Laboulbeniaceae.   Inga underarter finns listade i Catalogue of Life.